# Мапсвил (Вирџинија)
Мапсвил (енгл. Mappsville) насељено је место без административног статуса у америчкој савезној држави Вирџинија.

## Демографија
По попису из 2010. године број становника је 440.
| Група             | 2000.    | 2010.       |
| Белци             | 0 (0,0%) | 49 (11,1%)  |
| Афроамериканци    | 0 (0,0%) | 151 (34,3%) |
| Азијати           | 0 (0,0%) | 0 (0,0%)    |
| Хиспаноамериканци | 0 (0,0%) | 222 (50,5%) |
| Укупно            | 0        | 440         |